# El fanatisme
El fanatisme o Mahomet és una tragèdia de Voltaire escrita el 1739 i estrenada a Lille el 25 d'abril del 1741 al teatre del carrer de la Vella Comèdia, després a París el 9 d'agost del 1742. Voltaire retira la seua obra després de tres representacions per a evitar una prohibició del Parlament de París.

## Resum
L'obra té lloc durant el setge de Mahoma a La Meca l'any 630. Al cor de l'obra, l'enfrontament entre Mahomet i el vell Zopire, xèrif (xeic) de La Meca, els dos fills del qual havien estat segrestats pel seu enemic. Tanmateix, Zopire manté captius dos dels esclaus del Profeta, Seide i Palmire, sense saber que són, en realitat, els seus propis fills. Aquest argument —l'intercanvi de fills sense el coneixement d'un pare disposat a venjar la seua absència— és una de les fonts més clàssiques de la tragèdia, des d'Èsquil fins a Verdi. Ací és un pretext per a un cara a cara filosòfic entre Mahomet i Zopire. Mohammed, que assetja La Meca, dona a Zopire una opció: tornar a veure els seus éssers estimats o defensar la pàtria. Zopire, un vell inexorable, no cedeix pas i, com Creont de Sòfocles, prefereix la seua ciutat als seus descendents. Mahomet, consumit per l'odi, convenç llavors el jove Seide d'assassinar Zopire, el seu propi pare: «L'amor, el fanatisme, cega la seua joventut; // estarà furiós per l'excés de feblesa».
Voltaire considera la virtut com a principal font del fanatisme. Així, Mahoma apareix com un nou Cèsar, un estrateg que sap que l'Imperi romà ja no existeix pas, que Pèrsia ha estat derrotada, que l'Índia és reduïda a l'esclavitud, que Egipte és humiliat i que Bizanci ja no llueix. Per fi ha arribat l'hora d'Aràbia: «Necessitem un nou culte, necessitem nous ferros; necessitem un Déu nou per a l'univers cec».
Per tant, Mahoma veu la seua religió com una política. No creu pas en els dogmes que imposa al seu poble, i sap que aquest l'abraçarà amb la fúria dels fanàtics. L'obra de Voltaire reivindica el dret d'enganyar el poble sempre que es faça amb grandesa, i serveix un déu anomenat Interés, el qual Voltaire oposa a l'Equitat. Amb aquesta acusació contra l'Islam, Voltaire denuncia el fanatisme de totes les religions monoteistes, així com totes les formes d'imperialisme.

## Anàlisi
Amb aquesta obra, l'autor denuncia, almenys aparentment amb el personatge de Mahomet, el fanatisme i el fonamentalisme religiós de l'islam. L'obra no tingué massa èxit quan es va representar a Lille l'abril del 1741. Voltaire la va retirar després de tres representacions a la Comédie-Française per evitar una prohibició.
Tanmateix, com passa sovint amb Voltaire, són "la intolerància de l'Església catòlica i els crims comesos en nom de Crist» el primer objectiu del filòsof de la Il·lustració. Això és el que el mateix Voltaire va admetre en una carta del 1742: «La meua peça representa, amb el nom de Mahomet, el prior dels jacobins posant la daga a la mà de Jacques Clément». Voltaire també es troba immediatament en el punt de mira dels devots que no s'equivoquen. També és denunciat per impietat i maldat, i ha de retirar la seua obra.
Voltaire aclareix el 1748 en un article sobre l'Alcorà publicat després de la seua tragèdia sobre Mahoma: «Si el seu llibre és dolent per al nostre temps i per a nosaltres, fou molt bo per als seus contemporanis, i la seua religió encara millor. Cal reconéixer que va traure de la idolatria gairebé tota Àsia».
Segons Raymond Trousson, Voltaire era «conscient de l'allunyament de la veritat històrica» i després parlarà de Mahomet de manera molt diferent en l'Assaig sobre  els costums i l'esperit de les nacions.
Tanmateix, no podem atribuir al mateix Voltaire, com si expressàs el seu propi pensament, l'apologia de Mahoma que atribueix a un turc en Cal prendre partit (1772).

## Reaccions a l'obra

### Segle XVIII
Al segle XVIII, a París i als voltants, cap actor no tenia dret a parlar en francés sobre l'escenari; aquest monopoli requeia en els actors de la Comédie-Française, subvencionada per l'estat. A canvi, ho controlava tot. El 1741, va obligar a Voltaire a retirar la seua obra després de tres representacions.

### Segle XIX
Napoleó Bonaparte no aprecià l'obra. Va dir a Goethe, en una reunió del 2 d'octubre del 1808, que «no és pas un bon treball». A l'exili de Santa Helena, encara condemnava l'obra.
Segons Ernest Renan: «Tota l'energia que es desplegà en la fundació de la nova religió pertany a Omar, l'espasa que talla i decideix. No podem dubtar que el caràcter reservat de Mahoma hauria compromés l'èxit de la seua obra si no hagués conegut aquest impetuós deixeble, sempre disposat a traure el sabre contra els que no admetien sense examen la religió i dels quals havia estat el més ardent perseguidor. La conversió d'Omar fou un moment decisiu en el progrés de l'islamisme. (...) L'audàcia d'Omar, la seua ostentació en reconéixer ser musulmà, el terror que inspirava, els donà confiança per aparéixer a plena llum del dia. (...) Mahoma se'ns apareix com un home amable, sensible, fidel, lliure d'odi. Els seus afectes eren sincers; el seu caràcter, en general, inclinat a la benevolència... Res menys semblant a aquest ambiciós maquiavèl·lic i sense cor que explica amb inflexibles alexandrins els seus projectes a Zopire.»

### Segle XXI
Al desembre del 2005, en el context de l'afer de les caricatures de Mohammed del Jyllands-Posten, tingué lloc a Saint-Genis-Pouilly un intent d'impedir que la peça fos presentada per Hervé Loichemol.
Hervé Loichemol ja havia sofert una negativa a Ginebra per a representar aquesta obra. Havia acusat Tariq Ramadan d'instigar-hi la censura.

Tariq Ramadan escrigué una carta oberta publicada a la Tribune de Genève en què diu:
| « | Quan ens acostem als espais íntims i sagrats, a vegades no és millor imposar-hi el silenci? Potser l'obra no provoque cap manifestació ni esclat visible, però tingueu la seguretat que les seues conseqüències emocionals seran ben reals: serà una pedra més en aquest edifici d'odi i rebuig en què els musulmans senten que estan obligats a tancar-se. | » |

El batle de Ginebra, Alain Vaissade, explicà a les ones de Radio Suisse Romande (Fòrum, octubre del 1993) que la negativa a la subvenció la prengueren les autoritats sense haver consultat els musulmans i que no s'havia trobat mai amb Tariq Ramadan ni abans ni després d'aquest afer.
Caroline Fourest, en la revista política Prochoix, n'afirma el contrari. Per a ella, Tariq Ramadan tingué un paper en la decisió de no subvencionar l'obra d'Hervé Loichemol.
A l'agost i setembre del 2022, l'obra de Voltaire es representà al Théâtre du Nord-Ouest de París, en una producció d'Erwan Barillot.